# Stanisław Miłkowski (działacz ludowy)
Stanisław Miłkowski (ur. 6 czerwca 1905 w Sikorzycach koło Dąbrowy Tarnowskiej, zm. w kwietniu 1945 w obozie Bergen-Belsen) – polski działacz ludowy, przedstawiciel polskiego agraryzmu.

## Życiorys
W 1929 był współzałożycielem Związku Młodzieży Wiejskiej w Krakowie. Od 1930 do 1931 był prezesem Ogólnopolskiego Związku Akademickiej Młodzieży Ludowej. W latach 1933–1934 był prezesem, a od 1935 do 1938 I wiceprezesem związku.
W latach 1931–1939 należał do Stronnictwa Ludowego. W 1935 współtworzył programy SL i ZMW. 8 grudnia 1935 został członkiem Naczelnego Komitetu Wykonawczego i Rady Naczelnej tej partii. 15 marca 1936 został zastępcą członka NKW SL, którym był, podobnie jak członkiem RN SL, do 26 lutego 1938. W czasie wojny udzielał się w Stronnictwie Ludowym „Roch” pod pseudonimem „Sikorzycki”. Od 1940 do 1944 przewodniczył komisji programowej Centralnego Kierownictwa Ruchu Ludowego. W latach 1941–1943 był redaktorem miesięcznika „Przebudowa”. W okresie 1944–1945 więziony był w obozach koncentracyjnych Stutthof i Bergen-Belsen.

## Publikacje
- Agraryzm jako forma przebudowy ustroju społecznego (1934)
- Walka o nową Polskę (1936)